# 651-es főút (Magyarország)
A 651-es számú főút egy közel tíz kilométer hosszú, három számjegyű főút Tolna vármegye nyugati részén. Tamási elkerülésével biztosít más lehetőségeknél rövidebb közúti kapcsolatot Dombóvár és Siófok, illetve Pécs és a Balaton térsége között.

## Nyomvonala
A 61-es főútból ágazik ki, annak 64+200-as kilométerszelvénye után, Nagykónyi közigazgatási területén, a település központjától északra. Majdnem pontosan északi irányban indul, 3,9 kilométer után elhalad Medgyespuszta településrész nyugati széle mellett, amit 4,7 kilométer után hagy el.
Ötödik kilométere után kicsit nyugatabbnak fordul, kevéssel ezután eléri Újireg határszélét, ezen a településen lakott területet nem érint, az 5+750-as kilométerszelvényénél pedig Nagykónyi, Újireg és Iregszemcse hármashatárát; ettől kezdve egy darabig e két utóbbi település határvonalát kíséri. A hatodik kilométere után néhány lépéssel kiágazik belőle nyugat felé a 65 151-es út, ez vezet Újireg központjába.
6,7 kilométer után már teljesen iregszemcsei területen halad az út, több enyhébb irányváltástól eltekintve alapvetően továbbra is észak felé. Kilencedik kilométere táján éri el a település első házait, néhány száz méterrel arrébb keresztezi az Iregi-patakot, végül a 65-ös főútba torkollva ér véget, annak 56+800-as kilométerszelvényénél.
Teljes hossza, az országos közutak térképes nyilvántartását szolgáló kira.gov.hu adatbázisa szerint 9,730 kilométer.